# Горегляд, Харитон Степанович
Харитон Степанович Горегляд (11 [23] октября 1898, Стахово, Минская губерния — 23 мая 1985) — советский учёный в области ветеринарии, доктор ветеринарных наук, профессор (1939), академик АН БССР (с 1950) и действительный член Академии сельскохозяйственных наук БССР (с 1957). Заслуженный деятель науки БССР (1949). Участник Гражданской войны.

## Биография
Родился в деревне Стахово (ныне — Столинский район, Брестская область).
В 1925 году окончил Киевский ветеринарно-зоотехнический институт. С 1934 по 1960 год — заведующий кафедрой ветеринарно-санитарной экспертизы Витебского ветеринарного института (в 1941—1944 гг. в Троицком ветеринарном институте, Челябинская область) и заведующий отделом санитарии и зоогигиены НИИ Академии сельскохозяйственных наук БССР. В 1950—1953 годах — директор Института животноводства АН БССР. Член КПСС (с 1946 года). С 1971 года консультант БелНИИ экспериментальной ветеринарии имени С. Н. Вышелесского.

## Научная деятельность
Х. С. Горегляду принадлежат работы по ветеринарно-санитарной экспертизе, микробиологии, ветеринарной санитарии и гигиене, болезнях и санитарной оценке рыб. Х. С. Гореглядом разработан метод гетерогенного донорства в животноводстве и аппарат для обеззараживания мяса животных при переработке, предложен метод определения природы желчных пигментов в мясе и альдегидов в жире.
Опубликованные работы:
- Болезни и вредители рыб — Минск, 1955;
- Трихинеллёз сельскохозяйственных животных и его профилактика — Минск, 1959;
- Ветеринарно-санитарная экспертиза с основами технологии продуктов животноводства. — М., 1960 (совместная работа);
- Ветеринарно-санитарные исследования продуктов животноводства и растениеводства. — Минск, 1962;
- Болезни диких животных — Минск, 1971
и другие.

## Награды
- Золотая медаль имени Н. И. Вавилова